# Вітанкі
Вітанкі (пол. Witanki) — село в Польщі, у гміні Лів Венґровського повіту Мазовецького воєводства.
Населення — 125 осіб (2011).
У 1975-1998 роках село належало до Седлецького воєводства.

## Демографія
Демографічна структура станом на 31 березня 2011 року:
|          | Загалом | Допрацездатний вік | Працездатний вік | Постпрацездатний вік |
| -------- | ------- | ------------------ | ---------------- | -------------------- |
| Чоловіки | 65      | 15                 | 44               | 6                    |
| Жінки    | 60      | 7                  | 32               | 21                   |
| Разом    | 125     | 22                 | 76               | 27                   |